# Forces armées du Guatemala
Les forces armées du Guatemala (en espagnol: Fuerzas armadas de Guatemala) sont les forces armées de la République du Guatemala. C'est une organisation chargée de la défense nationale et, selon l'article 244 de la Constitution, d'une institution destinée à maintenir l'indépendance, la souveraineté et l'honneur du Guatemala, l'intégrité du territoire, la paix et la sécurité intérieure et extérieure.
Elles se composent des forces armées suivantes :
- Armée de terre (Ejército de Tierra de Guatemala) : la plus ancienne branche militaire des forces armées datant de 1851,
- Marine (Armada de Guatemala) : fondée en 1959 par la président Miguel Ydígoras Fuentes,
- Aviation (Fuerza Aérea Guatemalteca) : fondée en 1921
- Garde d'honneur présidentielle du Guatemala (Guardia Presidencial de Guatemala)  est une branche des Forces terrestres guatémaltèques, chargée de la garde et de la protection du Président de la République, ainsi que du Vice-président.

Le Président du Guatemala est le commandant en chef des forces armées. La République du Guatemala est signataire du Pacte de Rio et membre du Conseil centraméricain de défense (Central American Defense Council (en) - CONDECA) .

## Historique
L'armée guatémaltèque trouve son origine dans la période coloniale où le territoire guatémaltèque exigeait une présence militaire organisée plus importante. Déjà vers 1750, il y avait une armée régulière au Guatemala, avec des officiers espagnols formés en Europe ou des créoles formés dans d'autres colonies américaines comme le Chili, où la présence militaire hispanique était également importante.

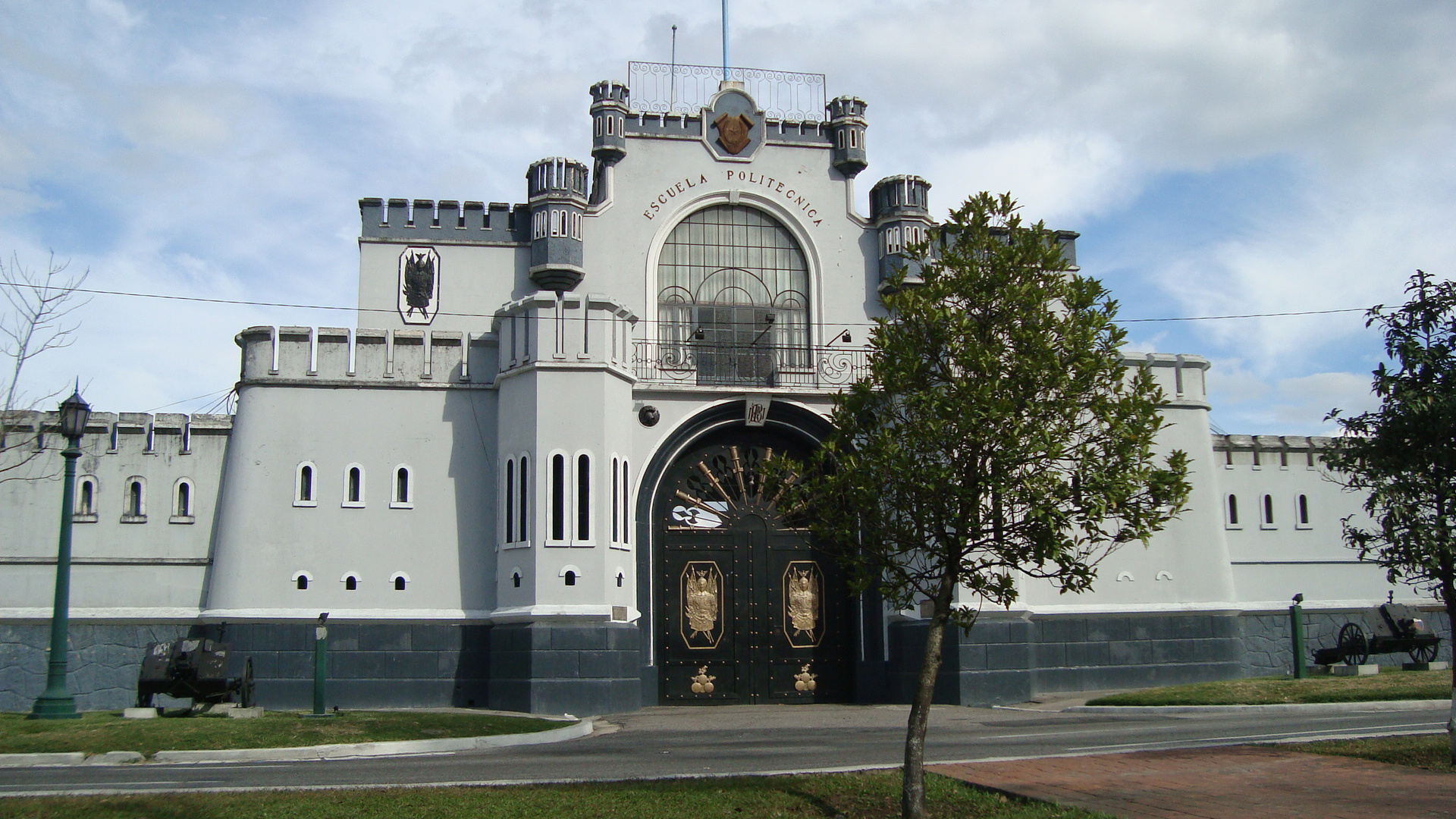
La Escuela Politécnica

Après l'indépendance, le Guatemala était gouverné par Gabino Gaínza, ancien gouverneur militaire du Chili pendant la période de la reconquête espagnole pendant l'indépendance du pays du sud. Il a pris des mesures pour commencer la professionnalisation de l'armée nationale guatémaltèque naissante, une mesure qui a été poursuivie par les dirigeants qui l'ont suivi. Vers 1870, l'Escuela Politécnica (Académie militaire) est créée. Elle a pris le modèle de l'armée espagnole moderne, qui s'appliquait presque comme une copie jusqu'aux années 1930 quand ses approches idéologique, doctrinale et formelle ont commencé à recevoir une grande influence des États-Unis, ce qui impliquait des interventions ouvertes dans la politique guatémaltèque, conduisant à un conflit armé avec des centaines de milliers de morts de 1960 à 1996 année où la paix finale a été réalisée.

### Participation à des dictatures et crimes contre l'humanité
L'armée guatémaltèque a joué un rôle de premier plan dans l'intervention de la CIA américaine dans les affaires intérieures de la République du Guatemala au cours des décennies 1950 à 1990. Concernant la guerre civile guatémaltèque.
L'armée guatémaltèque dispose d'une unité de forces spéciales (spécialisée dans la guerre anti-insurrectionnelle dans la jungle) connue sous le nom de Kaibiles. En 2011, un tribunal guatémaltèque a condamné quatre membres des Kaibiles, d'avoir tué plus de 200 civils dans le massacre de Dos Erres en 1982. Après les condamnations des quatre Dos Erres, sur la base de l'engagement du gouvernement guatémaltèque de réorganiser ses unités de forces spéciales, le département américain de la Défense a repris l'aide militaire.

### Présent
L'un des accords de paix, signé en décembre 1996, met l'accent sur le fait que la mission des forces armées doit être exclusivement dans les affaires extérieures. Cependant, les prédécesseurs présidentiels de l'actuel, Álvaro Arzú, Alfonso Portillo et Óscar Berger, ont utilisé une clause constitutionnelle ces dernières années pour ordonner à l'armée de soutenir la police dans les aspects de la sécurité intérieure et extérieure relève de la compétence de l'armée.
En 2004, l’armée a dépassé l’objectif fixé par l’accord et a réduit ses effectifs de 28.000 à 15.500 soldats. Il est équipé d'armements et de matériel provenant des États-Unis, d'Israël, de Taiwan, d'Argentine, d'Espagne et de France. La force aérienne exploite trois bases aériennes et la marine a deux bases portuaires.

## Galerie

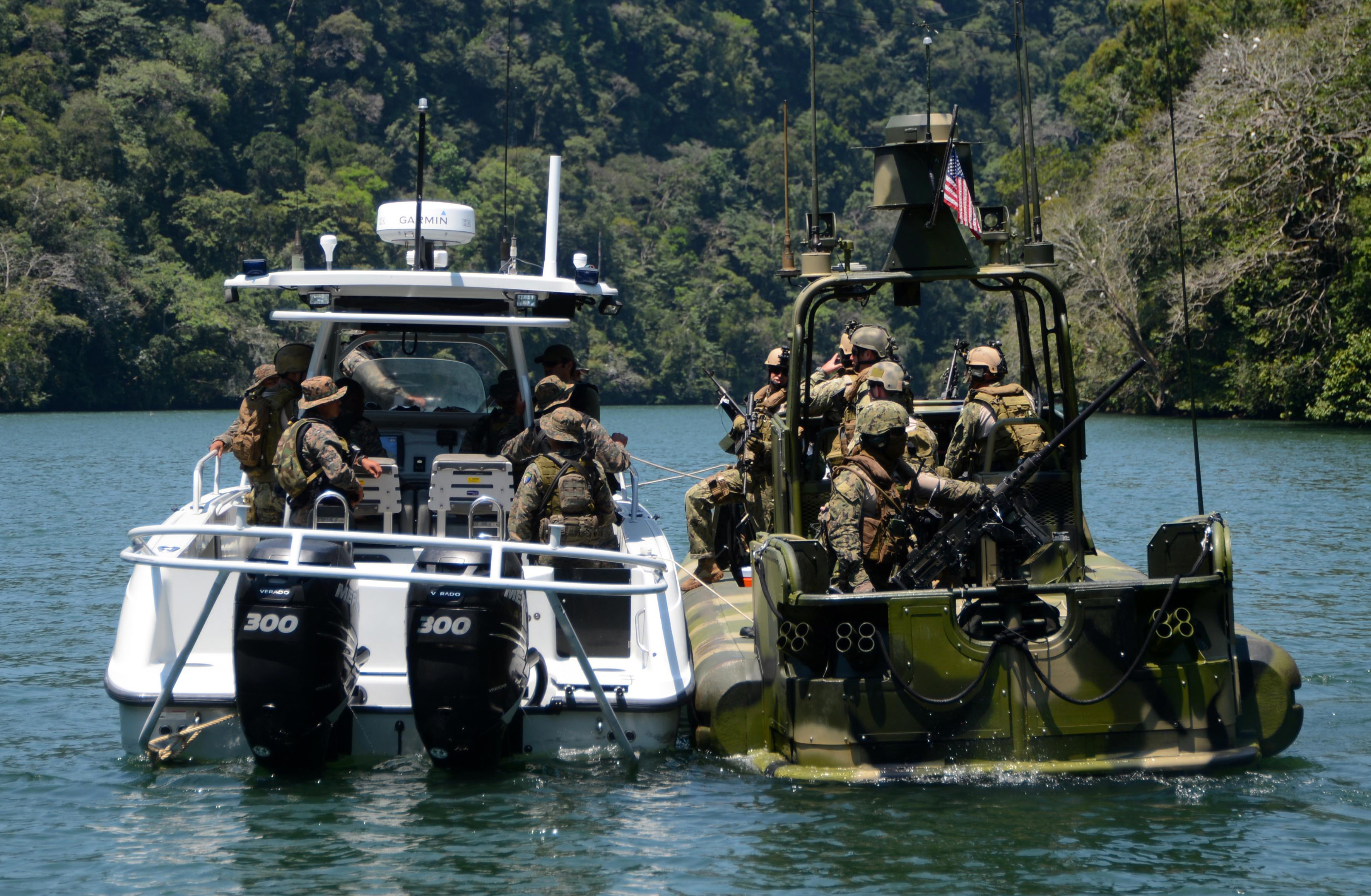
Patrouille fluviale
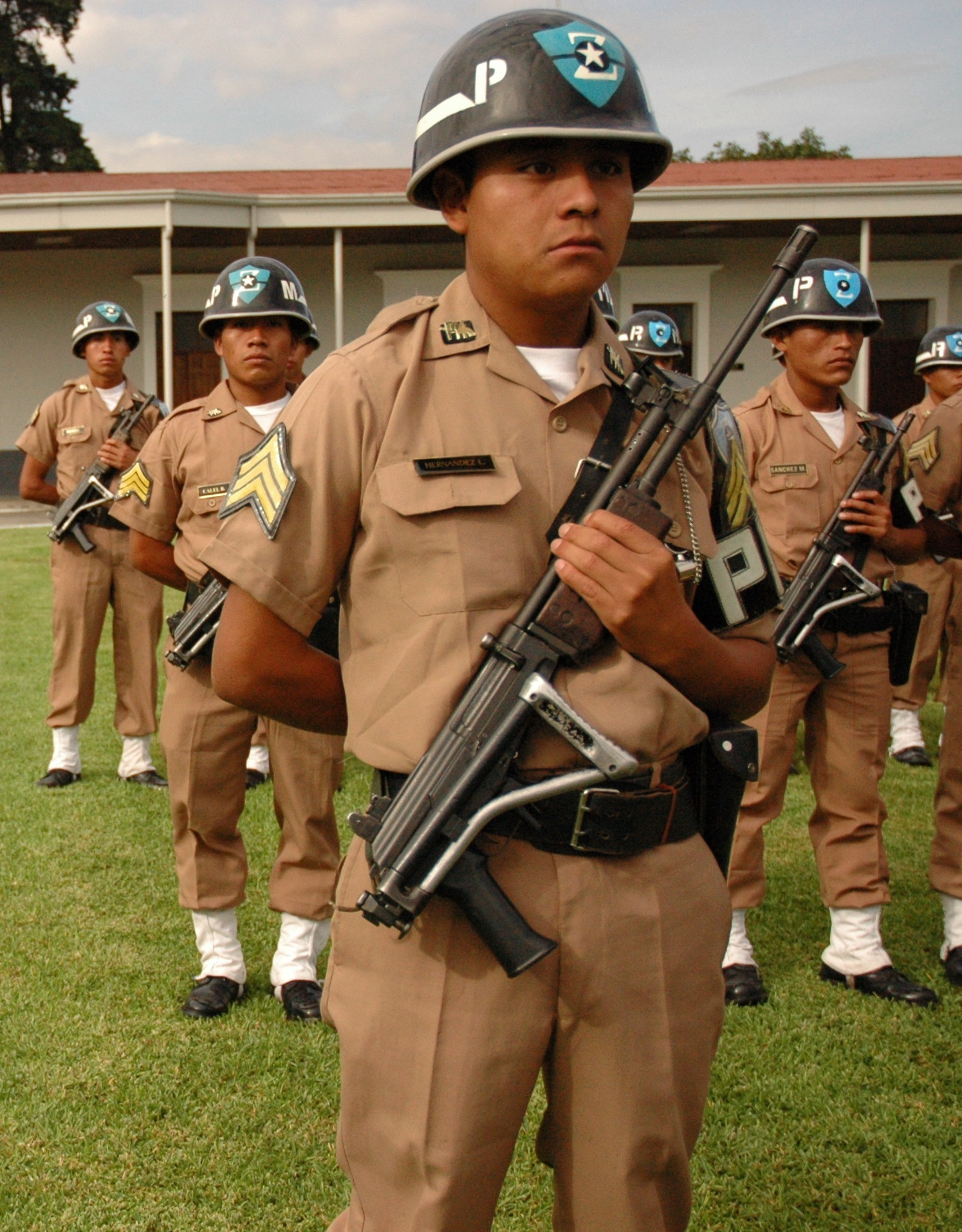
Police militaire
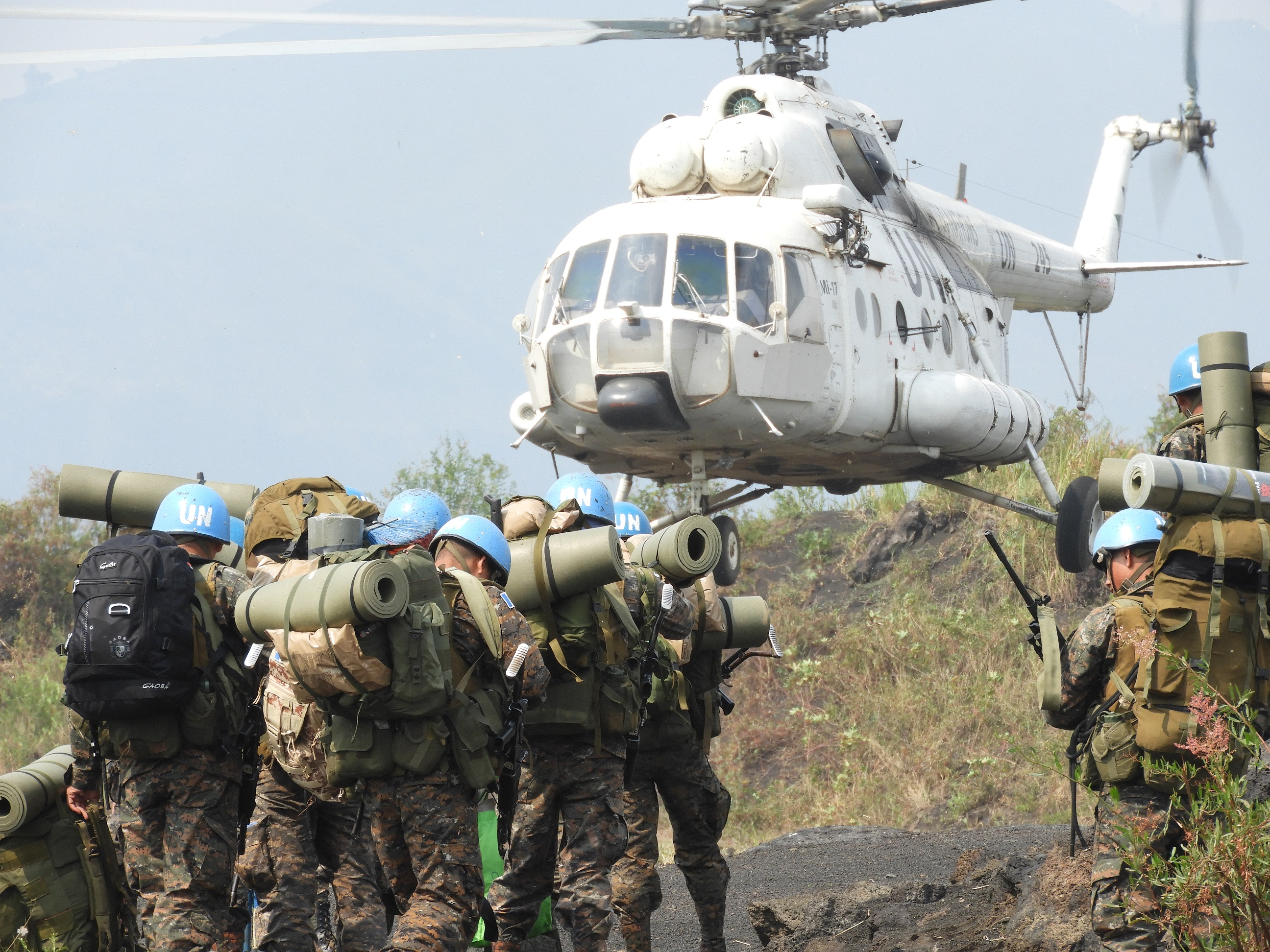
Opération